# Col de l'Allimas
Le col de l'Allimas est un col de montagne situé à 1 354 mètres d'altitude dans le département français de l'Isère, dans l'est du massif du Vercors, entre le Grand Veymont et le rocher du Baconnet, et juste au nord du mont Aiguille.
Il est franchi dans un sens nord-sud par la route départementale D 8A. Depuis le col sont visibles le mont Aiguille au sud et la vallée de la Gresse, avec les Deux-Sœurs à son extrémité, au nord.

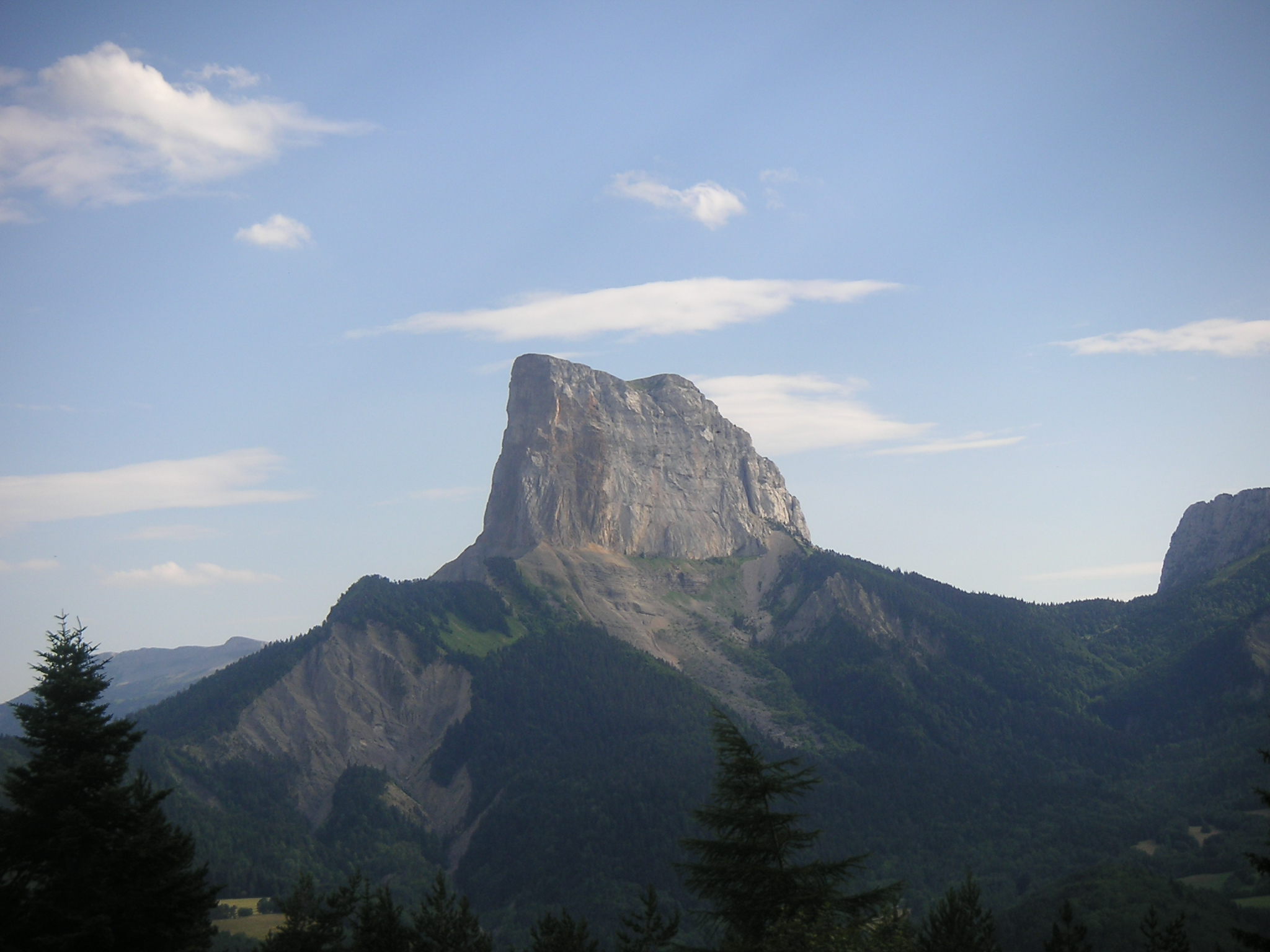
Mont Aiguille au sud depuis le col de l'Allimas.
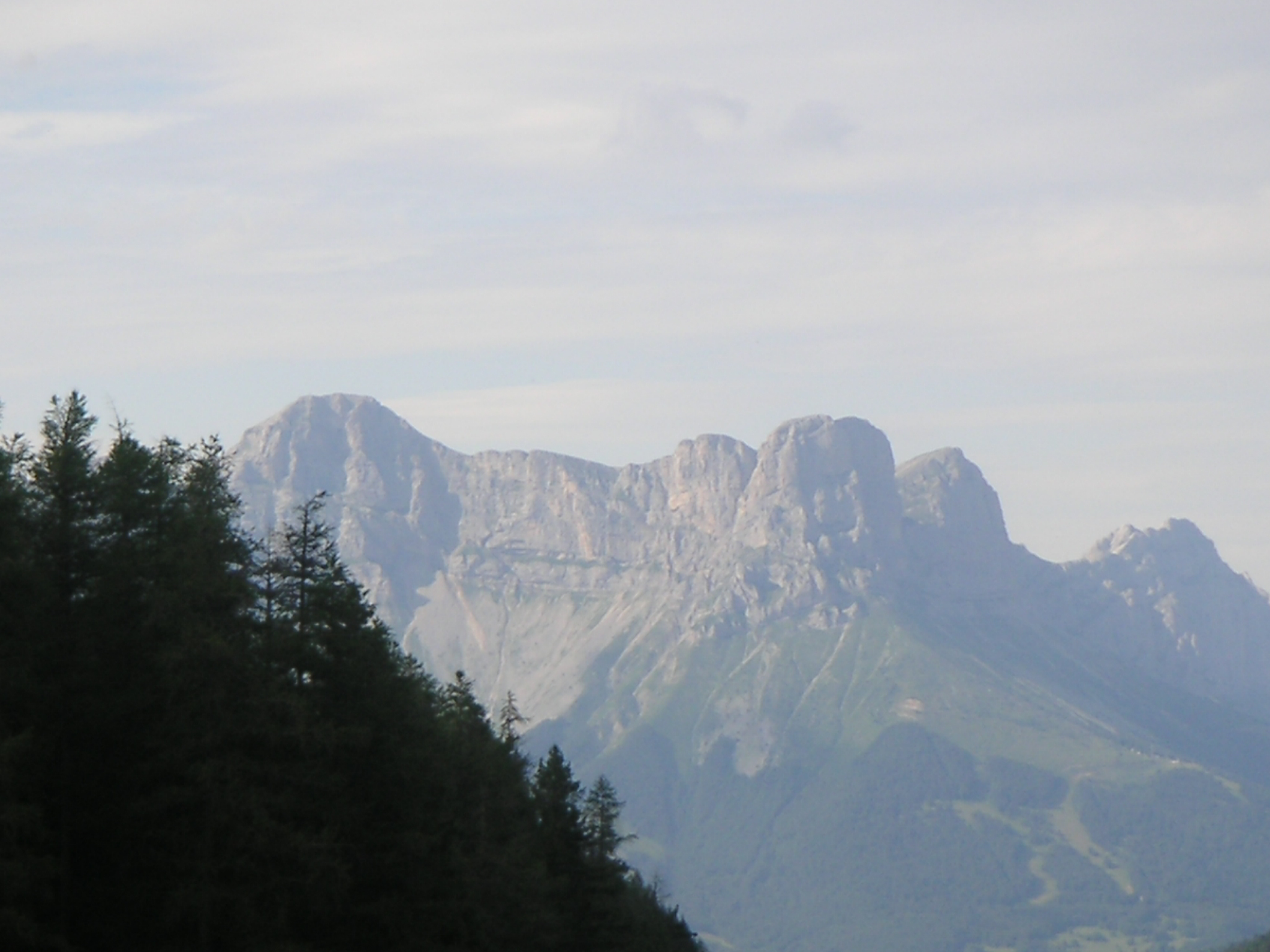
Les Deux-Sœurs au nord depuis le col de l'Allimas.

## Rallye
Le critérium Neige et Glace (auparavant rallye Neige et Glace) et le Rallye automobile Monte-Carlo empruntèrent de nombreuses fois ce col, et aujourd’hui encore le Rallye Monte-Carlo Historique.